# Günther Prien
Günther Prien, (Osterfeld, 16 de janeiro de 1908 — Atlântico Norte, 7 de março de 1941) foi um comandante submarinista alemão, tendo a seu crédito 31 navios aliados afundados durante a Batalha do Atlântico, onde a Alemanha nazista tentou, sem sucesso, bloquear as rotas comerciais marítimas entre Estados Unidos e Grã-Bretanha.
Prien entrou para a Marinha alemã em 1931, já tendo alguma experiência como marinheiro em navios mercantes. 
Quando do rompimento da Segunda Guerra Mundial, ele já havia alcançado o posto de capitão-tenente no comando do submarino U-47.
Tornou-se mundialmente famoso após um ataque, em 14 de outubro de 1939, à baía de Scapa Flow, nas Órcadas, costa da Escócia,  onde afundou o encouraçado britânico HMS Royal Oak (08), e danificando seriamente o HMS Repulse – numa área supostamente invulnerável a submarinos. Scapa Flow era considerada a mais importante base naval britânica, e outros submarinistas germânicos haviam tentado penetrar ali, na Primeira Guerra Mundial, não tendo a mesma sorte de Prien.
Com esse feito, ele recebeu pessoalmente de Adolf Hitler a Cruz de Cavaleiro da Cruz de Ferro, uma das mais altas condecorações militares alemãs. Durante os primeiros anos da guerra, foi um dos "ases" de submarino mais admirados pelos alemães – e temidos pelos Aliados.
O emblema de sua embarcação , um touro bufando, adotada depois das façanhas de Scapa Flow passaria a ser utilizada pela lendária 7ª Flotilha de Submarinos Alemães.
Em 7 de março de 1941, próximo à costa da Islândia, o U-47 de Prien foi rastreado pelo contratorpedeiro britânico HMS Wolverine, que atacou-o com cargas de profundidade. Destroços subiram à superfície confirmando que um dos maiores comandantes de submarino da Alemanha nazista estava morto. Prien era tão estimado pelo almirante Karl Dönitz que este ocultou sua morte o quanto pôde do público alemão, divulgando-a apenas em maio do mesmo ano.

## Sumário da carreira

### Condecorações
- Medalha Militar de Longo Serviço da Wehrmacht
  - 4ª classe (22 de janeiro de 1937)[2]
- Cruz de Ferro (1939)
  - 2ª classe (25 de setembro de 1939)[2][3]
  - 1ª classe (17 de outubro de 1939)[2][3]
- Distintivo de Submarinos de Guerra com Diamantes[4]
- Diamond-studded Navy Honour Dagger[4]
- Cruz de Cavaleiro da Cruz de Ferro (18 de outubro de 1939) como Kapitänleutnant e comandante do U-47[5][6]
  - 5ª Folhas de Carvalho (20 de outubro de 1940) como Kapitänleutnant e comandante do U-47[5][7]

### Promoções
- 16 de janeiro de 1933 – Offiziersanwärter
- 1 de março de 1933 – Fähnrich zur See
- 1 de janeiro de 1935 – Oberfähnrich zur See
- 1 de abril de 1935 – Leutnant zur See (segundo-tenente)
- 1 de janeiro de 1937 – Oberleutnant zur See (primeiro-tenente)
- 1 de fevereiro de 1939 – Kapitänleutnant (capitão-tenente)
- 1 de março de 1941 – Korvettenkapitän (capitão de corveta)